# Leccionario 210
El Leccionario 210, designado por la sigla ℓ 210 (en la numeración Gregory-Aland), es un manuscrito griego del Nuevo Testamento. Paleográficamente ha sido asignado al siglo XII.

## Descripción
El códice contiene enseñanzas de los evangelios de Juan, Mateo y Lucas, en 227 hojas de pergamino (24,2 cm por 18,6 cm). El texto está escrito en letra griega minúscula, en dos columnas por página, 21 líneas por página. Contiene notas musicales e imágenes.

## Historia
Frederick Henry Ambrose Scrivener data el manuscrito del siglo XIII o IV y Caspar René Gregory del siglo XII o XIII, el Instituto de Investigación Textual del Nuevo Testamento lo relaciona también con el siglo XII. Se añadió a la lista de los manuscritos del Nuevo Testamento por Scrivener (número 217). Gregory lo vio en 1883. El manuscrito no se cita en las ediciones del Nuevo Testamento griego (UBS3). Actualmente, el códice se encuentra en la Biblioteca Bodleiana, en Oxford, Inglaterra.